# Альфельд (Баварія)
Альфельд (нім. Alfeld) — громада в Німеччині, розташована в землі Баварія. Підпорядковується адміністративному округу Середня Франконія. Входить до складу району Нюрнбергер-Ланд. Складова частина об'єднання громад Гаппург.
Площа — 17,95 км2. Населення становить 1101 ос. (станом на 31 грудня 2020).